# Annona oxapampae
Annona oxapampae este o specie de plante angiosperme din genul Annona, familia Annonaceae, descrisă de Paulus Johannes Maria Maas și Lübbert Ybele Theodoor Westra. Conform Catalogue of Life specia Annona oxapampae nu are subspecii cunoscute.